# 绍基略德卡韦萨斯
绍基略德卡韦萨斯，是西班牙卡斯蒂利亚-莱昂塞戈维亚省的一个市镇。 总面积20平方公里，总人口242人（2001年），人口密度12人/平方公里。